# Mazaeras distincta
Mazaeras distincta är en fjärilsart som beskrevs av Rothschild 1935. Mazaeras distincta ingår i släktet Mazaeras och familjen björnspinnare. Inga underarter finns listade i Catalogue of Life.